# Filisteos
Los filisteos (en hebreo: פְּלִשְׁתִּים‎, pəlištīm; en griego: Φυλιστιείμ o Φιλιστινοί, phylistieím o philistinoí; en árabe: فلستيون‎, filīstiun) fueron un pueblo originario del Bronce Reciente, del cual existen testimonios en diferentes fuentes textuales (egipcias, hebreas, asirias) o arqueológicas. Su origen es todavía incierto. 
Los documentos más antiguos que harían referencia a los filisteos son los documentos egipcios sobre los pueblos del mar, donde se menciona a los purasatiu (transcrito convencionalmente como peleset), junto a otras poblaciones hostiles a Egipto. Desde al menos el año 1822, se han relacionado estos peleset con los filisteos mencionados en fuentes bíblicas, aunque el consenso académico sobre dicha identificación no es total.
Tras su enfrentamiento con los egipcios, se establecerían en la costa suroeste de Canaán, es decir, en la región de la actual Franja de Gaza (Palestina), extendiéndose al norte hasta casi la actual Tel Aviv (Israel).
Entonces su cultura original (que es materia de debate) empezaría a asimilarse a la de cananeos y hebreos.
A los filisteos, organizados ya en torno a su pentápolis tradicional, se hacen numerosas referencias en la Biblia, donde aparecen mencionados como «pəlištīm», es decir, habitantes de פלשת (Pəlešet o Filistea).
Aparecen mencionados en la «tabla de las naciones» del Libro del Génesis, donde se les atribuye ser descendientes de Mizraím (es decir, de Egipto),al igual que los caftorim (es decir, los de Kaftor); puesto que estos últimos se han relacionado con el pueblo que los egipcios llamaban Keftiu (supuestamente de origen cretense). A partir de ahí se han desarrollado varias teorías que determinan que el origen del pueblo filisteo estaría en Creta, el mar Egeo o el Asia Menor.
Esta relación, no obstante, es también materia de debate académico. Análisis recientes de ADN de individuos enterrados en la ciudad filistea de Ascalón muestran que los filisteos eran una población inmigrante en Oriente Medio y que sus parientes más cercanos se encontraban en Creta, Cerdeña, Grecia o incluso España, es decir, eran de origen europeo.
Las ciudades filisteas dominaron la región hasta la conquista asiria de Tiglatpileser III en el año 732 a. C. Seguidamente, fueron sometidas a los imperios regionales y parecen haber asimilado progresivamente las culturas dominantes. Las últimas menciones a los filisteos como pueblo aparecen en la Biblia y datan del siglo II a. C.
En época posterior y tras la diáspora judía del 70 d. C, los israelitas fueron expulsados de Samaria y Judea por los romanos, por lo que todo el territorio sur del Levante mediterráneo pasaría a ser conocido como Palæstina desde el año 135 d. C., término derivado asimismo del hebreo Pəlešet.

## Etimología
El nombre «filisteo» proviene del latín philistæus, variante de philistinus, que aparece en los escritos de Flavio Josefo. A su vez está tomado del griego φιλιστινοι (philistinoí), utilizado por Filón de Alejandría, si bien en la Septuaginta el término utilizado es φυλιστιειμ o φυλιστιιμ (fylistieim o fylistiim).
En última instancia proviene del hebreo pĕlištī,
«gente de Plešt» (Filistea); cf. el acadio palastu y el egipcio purasatiu.
Los estudiosos de la Biblia suelen proponer que el nombre se originaría a partir de la raíz semítica plš (en hebreo: פלש‎), que significa ‘dividir’ o ‘invasor’.
El endónimo que los filisteos se daban a sí mismos no se conoce. Sin embargo, como la Biblia los menciona también como gentes de Kaftor (en hebreo: כפתור‎;
quizá relacionado con Keftiu), que no es un término semítico, se ha sugerido que dicha palabra sea similar a la que usaban para referirse a sí mismos o a su idioma. Al parecer, su idioma también aparecería referido en la Biblia como «lengua de Ashdod», aunque es controvertido si se refiere al idioma filisteo, al dialecto cananeo que los filisteos adoptaron a partir del siglo VIII a. C o a alguna otra lengua utilizada en la ciudad.
Otra teoría, propuesta por Jacobsohn y apoyada por otros autores, es que el nombre deriva de la región iliria de Palaeste, cuyos habitantes se habrían llamado palaestīnī añadiéndole el sufijo ilirio -ino utilizado para grupos étnicos.
Por su parte, Jones sostuvo que el nombre Filistea es una corrupción del griego φυλὴ ἱστία (fylḗ histía, ‘tribu del hogar’, con la ortografía jónica de hestía). Sugiere además que los filisteos habrían sido los responsables en introducir el hogar fijo en el Levante mediterráneo; dicha sugerencia fue propuesta antes de que la evidencia arqueológica sobre el uso de hogares fuese documentada en sitios filisteos.

## Origen
La historiografía ha ubicado en torno al 1200 a. C. la aparición de unos pueblos, denominados «pueblos del mar», gracias a las fuentes egipcias, que ocasionaron la crisis y desaparición de diferentes culturas, imperios y reinos que habían existido durante el Bronce Reciente, surgiendo así nuevas entidades políticas como es el caso de los filisteos, con unos hábitos culturales nuevos. Aunque existió una rápida aculturación que pronto extinguió sus rasgos diferenciadores.
Las evidencias más sólidas del origen de los filisteos son arqueológicas y apuntan hacia el mar Egeo, aunque también se ha sugerido que la cultura material filistea sea simplemente una continuación de la cultura cananea de la Edad del Bronce.
Más vagas son las fuentes egipcias de la época que hablan de un pueblo invasor venido del norte por el mar (los peleset), generalmente identificados los filisteos.
Igualmente, un estudio genético realizado en un cementerio filisteo en Ascalón confirmó la teoría del origen europeo de los filisteos. Las evidencias del idioma filisteo, muy tenues, así como las que los relacionan con los pelasgos, podrían apuntar también hacia el mundo egeo.
Independientemente del origen geográfico, el desarrollo ulterior de los filisteos se realizó en el entorno cananeo, es decir, semítico.
La lengua filistea no ha sido identificada satisfactoriamente: se ha considerado que se trata de una lengua semítica, pero la arqueología moderna también ha sugerido la existencia de vínculos culturales con la civilización micénica en la Grecia continental.
Si bien los filisteos adoptaron la cultura y la lengua cananea sin dejar apenas escritos, se ha sugerido un origen indoeuropeo, debido a un puñado de palabras filisteas conocidas.

## Historia

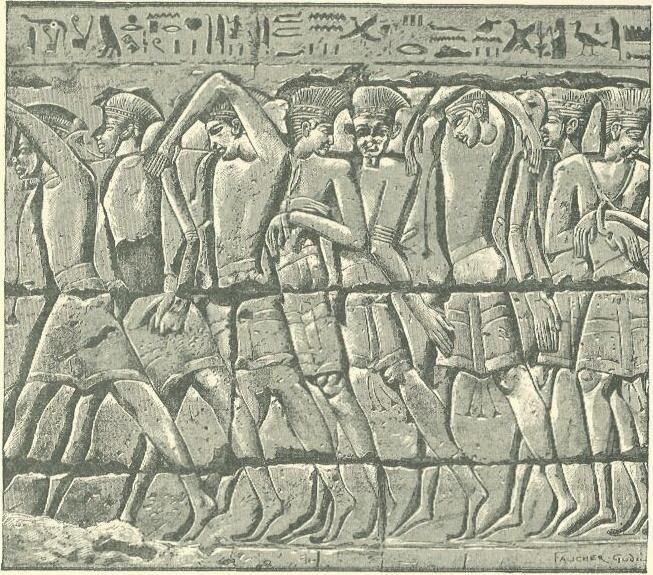
Bajorrelieve del templo de Medinet Habu, construido durante el reinado de Ramsés III (1186 a 1155 a. C.), representando un grupo de peleset cautivos. Destaca el característico tocado de plumas que portan en la cabeza.

Mapa del sur del Levante mediterráneo, ca. 830 a.C. Las regiones representadas son, de oeste a este y de norte a sur:
Estados fenicios
Imperio asirio
Reino de Israel
Reino de Aram-Damasco
Reino de Amón
Tribus arameas
Pentápolis filistea
Reino de Judea
Reino de Moab
Tribus árabes
Reino de Edom
Tribus nabateas

| Estados fenicios Imperio asirio Reino de Israel Reino de Aram-Damasco Reino de Amón Tribus arameas | Pentápolis filistea Reino de Judea Reino de Moab Tribus árabes Reino de Edom Tribus nabateas |

### Antecedentes
Los «pueblos del mar» se mencionan por primera vez alrededor del año 1208 a. C. en textos egipcios (inscripciones de Karnak bajo el reinado del faraón Merenptah). Estos pueblos tenían un buen conocimiento de la navegación (de donde proviene el nombre colectivo que les dan los estudiosos europeos en el siglo XIX) y estaban aliados para atacar al próspero Egipto. Los pueblos mencionados que Merenptah afirma haber vencido son los eqwesh, los sherden, los lukka, los shekelesh y los teresh (según una hipótesis de vocalización, ya que el egipcio antiguo no anotaba las vocales). Las inscripciones de Karnak los describen como los «habitantes del Norte que venían de todas las tierras». En el templo de Medinet Habu, construido durante el reinado de Ramsés III (1186 a 1155 a. C.) de la Vigésima Dinastía, aparece una inscripción que celebra una victoria marítima y terrestre sobre los «pueblos del mar». El segundo pilar indica: «Entre ellos se encontraban como aliados los peleset, los tjekker, los shekelesh, los denyen y los weshesh. Ellos se introdujeron en todos los países hasta los confines de la tierra». La mención a los peleset (en realidad prst en el original; la vocalización moderna más aceptada es purasa o purasatiu) se considera generalmente como la primera mención a los filisteos.
Asimismo, aparecen en el Papiro Harris I, un resumen del reinado de Ramsés III escrito durante el reinado de Ramsés IV.

### Asentamiento
Desde el siglo XIX los estudiosos bíblicos han identificado la tierra de los filisteos (Filistea) con las menciones a Palastu y Pilista de las inscripciones asirias.
Después de lo que los textos egipcios describen como una derrota, los filisteos se instalaron en una franja costera que iba desde la actual Tel Aviv hasta la actual frontera egipcia.
Las circunstancias de este establecimiento siguen siendo imprecisas. El Papiro Harris I
indica que Ramsés III, tras haber vencido a los pueblos del mar, los encarceló en Egipto antes «de instalarlos en los bastiones, construidos en [su] nombre» y de someterlos a pagar impuestos. Algunos vieron en esta referencia una mención al asentamiento de los filisteos en la franja costera de Canaán, que perteneció por largo tiempo a Egipto; sin embargo, el vínculo entre ambos eventos es incierto, debido a la falta de precisión geográfica y étnica del texto.
A partir del siglo XII a. C., el establecimiento de los filisteos en el suroeste de Canaán está bien testimoniado por sus cerámicas, así como por los textos egipcios y asirios. En la actualidad, es imposible determinar si este asentamiento fue hecho sobre un territorio otorgado por los egipcios o conquistado por los filisteos; sin embargo, si «la capa [arqueológica] que correspondería a la última dominación egipcia de Canaán, bajo el reinado de Ramsés III, no contenía ninguna evidencia de las primeras clases de vasos filisteos decorados [...], los primeros niveles filisteos no revelaban ninguna huella de presencia egipcia: ni un solo vaso o casco de botella egipcio. Además, las dos capas están completamente separadas».
Esta ruptura arqueológica puede hacer pensar en una ruptura comercial auténtica, lo que implicaría una ruptura política igualmente real, es decir, una conquista más que una implantación por acuerdo mutuo. Entonces, los filisteos ocuparían las cinco ciudades de Gaza, Ascalón, Asdod, Ecrón y Gat, a lo largo de la franja costera del suroeste de Canaán, que había pertenecido a Egipto hasta los últimos días de la Decimonovena Dinastía (1185 a. C.).
Su organización política fue una pentarquía en la que en cada uno de sus cinco centros de gobierno un príncipe (seren) ostentaba el poder.

### Expansión
Los filisteos conocían el empleo del hierro, cuyo secreto hasta el siglo XII a. C. habían guardado celosamente los hititas.
El monopolio de este metal (saber dónde encontrarlo, cómo forjarlo y cómo usarlo) les confirió una superioridad militar durante siglos.
Del mismo modo que la definición etno-lingüística de los filisteos antes de su establecimiento en Canaán no es bien conocida, su definición etno-lingüística posterior es igualmente difícil, tomando en cuenta la falta de fuentes textuales. De hecho, se han desarrollado dos grandes tesis sobre el tema. La primera se fundamenta, por ejemplo, en los nombres y palabras no semíticas citadas por la Biblia, para sostener que los filisteos conservaron por largo tiempo un particularismo étnico y lingüístico. Para la otra corriente, apoyada por ejemplo por Manfred Hermann Emil Weippert, los filisteos se mezclaron tempranamente con las poblaciones cananeas locales.
Ya asentados en la costa, los filisteos intentaron extenderse por el sur de Canaán, llegando a ocupar casi la totalidad de la costa hacia el norte hasta Fenicia y localizaciones tan al este como el valle del Jordán. Ese fue el motivo de que las reseñas bíblicas citasen fuertes conflictos entre los filisteos y los israelitas.
En el libro de los Jueces, por ejemplo, el nacimiento de Sansón a Manoa tiene lugar porque «él [Sansón] comenzará a salvar a Israel de manos de los filisteos».
Los relatos de Samuel, Saúl y David incluyen también conflictos entre los filisteos y los israelitas, caracterizados en ocasiones como los más peligrosos enemigos de Israel.
Tanto la arqueología como las historias bíblicas muestran, en efecto, una influencia de las culturas cananeas anteriores o vecinas. El Primer Libro de Samuel indica que uno de sus dioses era Dagón: «1Cuando los filisteos capturaron el arca de Dios, la llevaron desde Eben-ezer a Asdod. 2Y tomaron los filisteos el arca de Dios, y la metieron en la casa de Dagón, y la pusieron junto a Dagón».
No obstante, Dagón era un dios semítico de la vegetación, de las cosechas y los cereales, cuyo culto estaba muy extendido en el Oriente Próximo, por lo que el hecho de adoptarlo como divinidad principal demuestra hasta qué punto habrían integrado dicha cultura.
Los términos (como seren) o los nombres (como Goliat), sin origen semítico, quedaron como reliquias lingüísticas aisladas. De hecho, los términos de poder y los nombres sobreviven a menudo por más tiempo que los otros.

### Decadencia y asimilación
Si bien al asentamiento de filisteos en la costa siguió una expansión por el sur de Canaán, las guerras con los israelitas y otros pueblos los acabaron confinando al territorio de la pentápolis.
Tras varias derrotas infligidas por David, rey de Israel, los intentos de expansión de los filisteos cesaron.
A partir de este momento, ya no supusieron un riesgo para el reino de Judá, por lo que las menciones a Filistea en la Biblia se reducen. Sin embargo, siguieron siendo una amenaza política (incursiones militares, sobre todo en la época de la cosecha) y cultural para dicho estado.
La federación filistea perdió su autonomía temporalmente durante el siglo X a. C. bajo la hegemonía egipcia,
y definitivamente tras la conquista asiria de 722 a. C.
Nabucodonosor II devastó el territorio filisteo en 604 a. C.
y, como el resto de Oriente Medio, cayeron en manos del imperio de Alejandro Magno.
Para dicho momento, parece que los filisteos ya habían perdido buena parte de su identidad cultural.
Con todo, el término Pəlešet y, posteriormente, sus versiones griega (Παλαιστινή, Palaistinḗ) y latina (Palæstina) siguió utilizándose como término geográfico, referido a un área cada vez más extensa.

## Sistema de gobierno
Las cinco ciudades principales de la pentápolis filistea nunca se unieron en un solo reino.
Sus gobernantes se denominaban «señores» (serenim) o «reyes» y gobernaban como en conjunto como una federación, tomando las decisiones por votación.
Se cree que el cargo de «señor» era hereditario.

## Población
La población, de entre 25 000 y 30 000 habitantes en el siglo XII y siglo XI a. C.,
era relativamente numerosa para la región, lo que permitió a las ciudades mantener su independencia y una cierta predominancia política en la región.

## Economía
La economía filistea está enmarcada dentro del cuadro más amplio del Mediterráneo oriental. La agricultura es central, en forma de cultivos de trigo, así como el olivo y la vid: la tríada mediterránea.
La llanura de Filistea es una región fértil, con una producción agrícola abundante.
Como complemento, tenían ganadería de ovejas, cabras y bueyes.
Se han descubierto fraguas de hierro, así como centros de actividad industrial en numerosos asentamientos filisteos, algunos de los cuales datan del siglo XII a. C.
Además, las ciudades filisteas se ocuparon del comercio de una manera similar a las fenicias (ubicadas algo más al norte).
Este incluía esclavos, objetos preciosos y, presumiblemente, productos agrícolas como los ya mencionados.

## Cultura

### Idioma y escritura

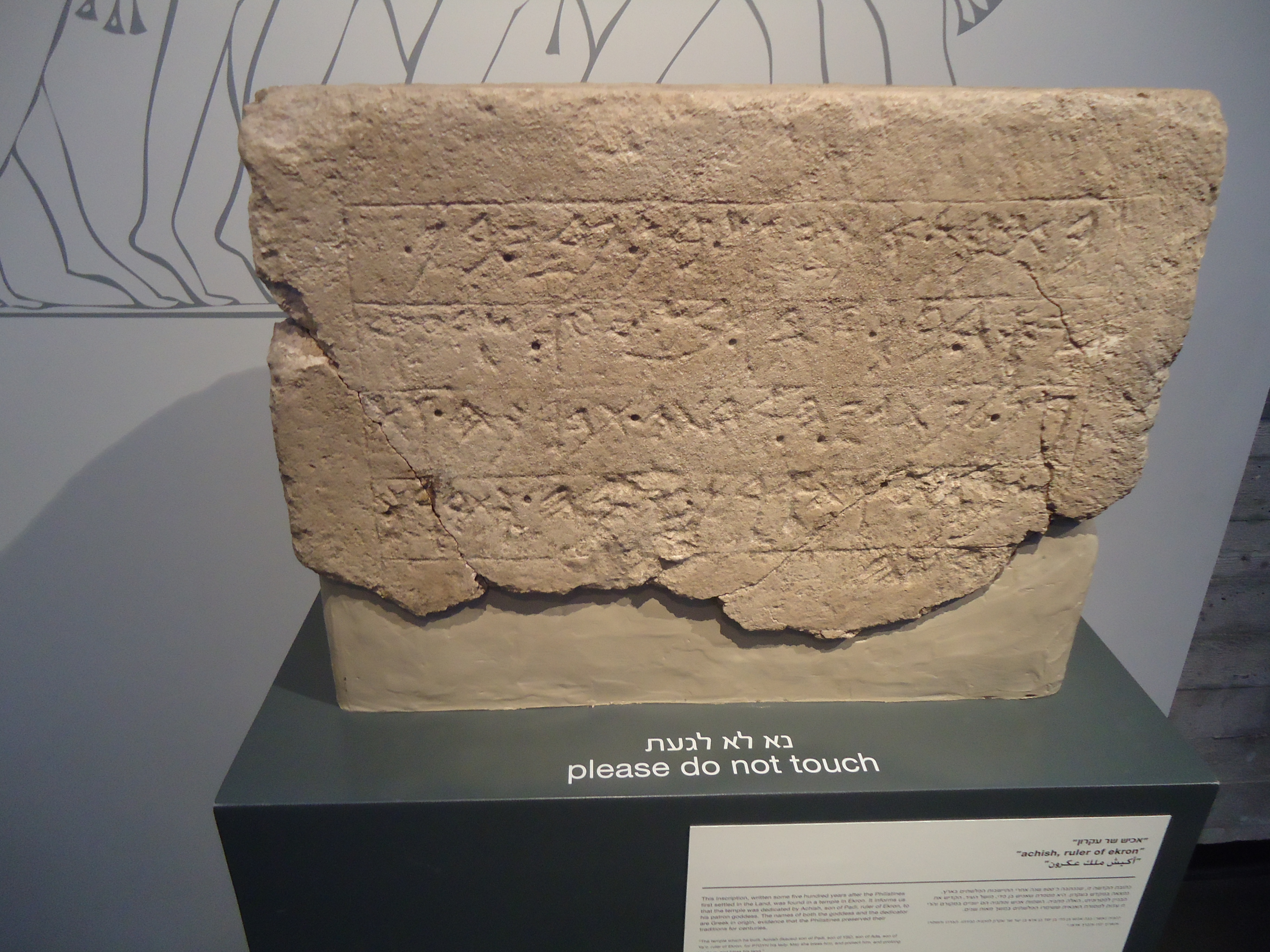
La inscripción de Ecrón, del siglo VII a. C., es el texto filisteo más extenso hallado. Está escrito en un dialecto del fenicio, probablemente la lengua habitual de Filistea en ese momento.

Se conoce muy poco sobre el idioma original de los filisteos, del que solo sobreviven unas pocas palabras en hebreo a modo de préstamos culturales. Estas describen instituciones específicamente filisteas, como los seranim, los «señores» de la Pentápolis filistea,
el receptáculo ’argáz que aparece en la Biblia, únicamente en el Primer libro de Samuel (capítulo 6)
o el título padî.
No hay suficiente información sobre el idioma de los filisteos como para relacionarlo con seguridad con ninguna otra lengua: su posible relación con lenguas indoeuropeas (incluso con el griego micénico) apoyaría la idea de que los filisteos tienen su origen en los «pueblos del mar». Existen ciertos restos de vocabulario y onomástica no semíticos, pero las inscripciones auténticas son muy exiguas y poco concluyentes.
El filisteo dejó de escribirse, y presumiblemente de hablarse, hacia finales del siglo IX a. C., cuando fue sustituido por alguna rama de las lenguas cananeas locales (fenicia o hebrea).
Las inscripciones en idioma filisteo son muy escasas,
si bien parece que tuvieron un sistema de escritura.
En 1964 se hallaron en Deir ʿAllā unas tablillas en el mismo estrato arqueológico que unas vasijas de cerámica filistea. Las tablillas contenían algo más de cincuenta caracteres, agrupados en unas quince palabras separadas por líneas verticales, que de ese modo recuerdan a las tablillas minoicas escritas en lineal A y lineal B.
Es probable que los textos contenidos estén en filisteo, pero podrían representar la escritura de algún otro pueblo.
Seguramente la escritura (así como la técnica administrativa del uso de sellos) se adoptó cuando las poblaciones filisteas ya habían crecido en complejidad, al menos una generación después de su supuesto asentamiento.
Con posterioridad se utilizaría en cierta medida también el alfabeto semítico occidental, del que se han encontrado hallazgos posteriores.
La inscripción de Ecrón es el primer texto seguido que ha sido identificado como perteneciente a la cultura filistea. Sin embargo, está escrito en un dialecto cananeo similar al fenicio.

### Religión
Las deidades veneradas por los filisteos eran Dagón, su hijo Baal, y Astarté, cuyos nombres o variaciones de los mismos aparecen también en el panteón cananeo.
La fuentes bíblicas destacan en numerosas ocasiones que los filisteos no practicaban la circuncisión,
aunque se ignora hasta qué punto dicha ausencia de circuncisión revestía alguna importancia ritual para los filisteos.

### Cerámica y artes decorativas
La cerámica suele ser uno de los hallazgos más comunes en las excavaciones arqueológicas. Mientras que la cerámica cananea (incluida la hebrea) de los siglos XII y XI a. C. carecía casi completamente de decoración y era de factura muy sencilla, la cerámica filistea destaca por estar realizada en arcilla fina y bien cocida y presentar profusa decoración en forma de espirales, figuras geométricas y aves.
Su similitud con la cerámica micénica y minoica es unos de los principales argumentos esgrimidos a favor del origen egeo de los filisteos.

### Metalurgia

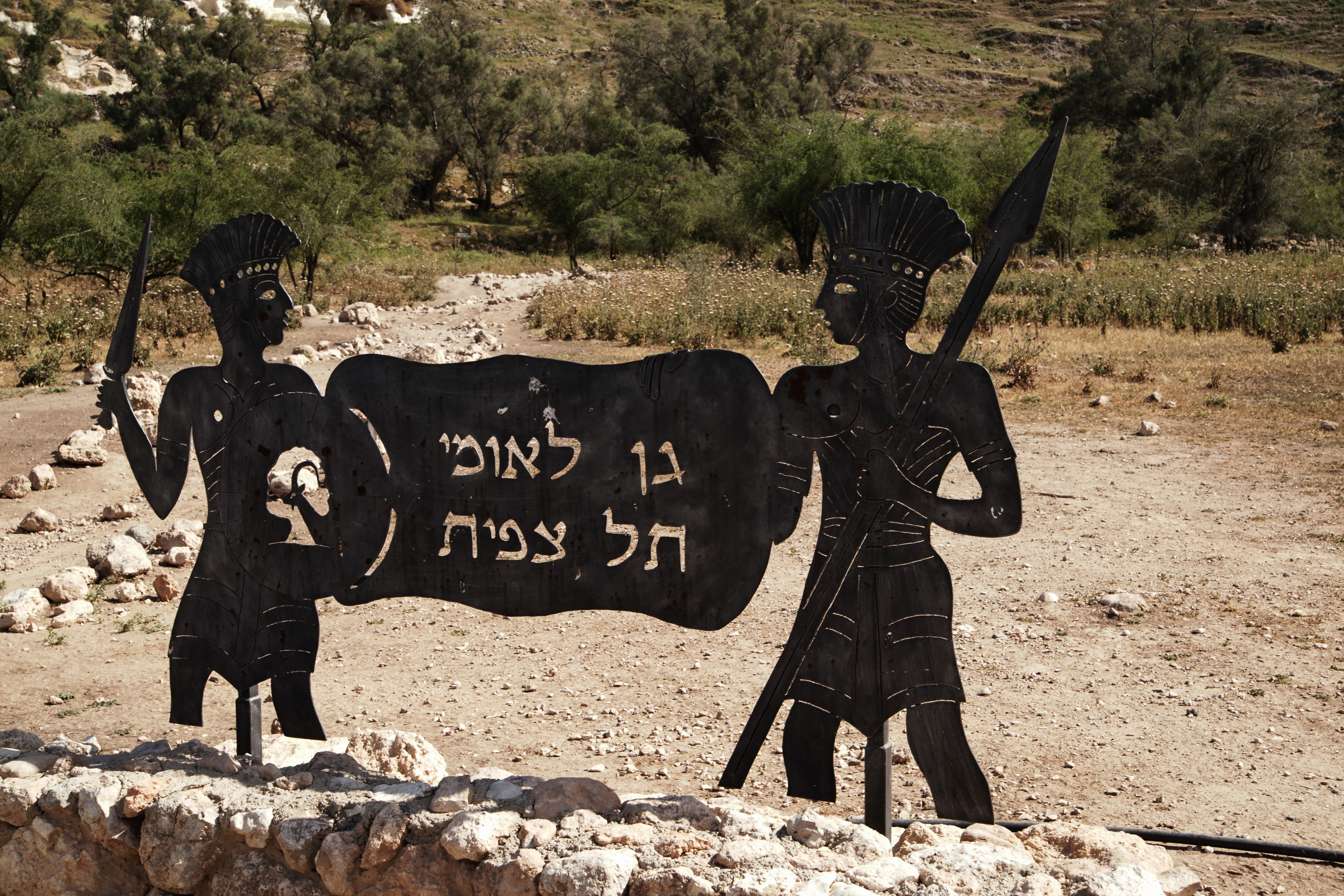
Representación moderna de unos soldados filisteos ubicada en el yacimiento arqueológico de Tell es-Safi, que generalmente se identifica con la ciudad filistea de Gat.

Los filisteos poseían unos conocimientos sobre metalurgia muy avanzados en contraste con el resto de los pueblos del Levante mediterráneo, a excepción probablemente de los hititas.
El cobre, que es fácil de fundir y forjar, había sido el metal dominante para realizar herramientas y armas desde el 4000 a. C. Los filisteos no solo sabían alearlo con estaño para producir bronce, que es considerablemente más resistente, sino que también conocían cómo trabajar el hierro. Este último metal era muy difícil de fundir y trabajar, y sus propiedades eran tan estimadas que se atesoraba junto al oro y plata, como si se tratara de un metal precioso.
Los filisteos guardaron celosamente el secreto del proceso de fundición del hierro, lo que les otorgó superioridad tecnológica durante varios siglos.
Hasta el siglo X a. C. tuvieron el monopolio incluso de la reparación y afilado de herramientas, negándose en ocasiones a reparar las que pudieran usarse como armas.

#### Armamento
La panoplia filistea era bastante peculiar. Destacaba sobre todo un tocado de plumas, con el que aparecen representados sistemáticamente en los documentos egipcios.
Por lo demás, iban descalzos y vestían unas faldillas con borlas, como hoy algunos soldados griegos. El resto de armamento era de bronce o de hierro, incluyendo las espadas.
La vestimenta de guerra hubo de ampliarse con el tiempo, a juzgar por la compleja armadura de Goliat mencionada en la Biblia, ante la cual los hebreos quedan maravillados.
Conocían además el uso de la caballería y los carros de guerra ligeros,
construidos en madera reforzada con hierro.

## En las artes y la cultura popular

### Otros usos del término
En el siglo XIX, en Alemania y Gran Bretaña se extendió el uso del término «filisteo» (originalmente, los enemigos bíblicos de los israelitas) para aludir a una persona falta de cultura —particularmente de formación universitaria— o sensibilidad estética y solo preocupada por cuestiones materiales. Su empleo con este sentido había empezado antes, a finales del siglo XVII, con reyertas callejeras entre los grupos de población que vestían de forma más elegante y los que vestían más informal en la Universidad de Jena en 1689.